# Kastjärv
Kastjärv är en sjö i Estland.   Den ligger i landskapet Ida-Virumaa, i den östra delen av landet, 160 km öster om huvudstaden Tallinn. Kastjärv ligger 54 meter över havet.  I omgivningarna runt Kastjärv växer i huvudsak blandskog.